# Hot money
Hot Money (registrado no português brasileiro como dinheiro quente) é um termo geralmente usado nos mercados financeiros para se referir ao deslocamento de fundos ou capital de um país para outro, com a finalidade de obtenção de ganhos rápidos devido a grandes diferenças nas taxas de juros e/ou à antecipação de diferenças cambiais. Esses deslocamentos de capital são chamados de dinheiro quente porque podem deslocar-se muito rapidamente de um mercado para outro, podendo provocar instabilidade nos mesmos.
Por extensão de sentido, bancos comerciais utilizam o termo para se referir a empréstimos de curtíssimo prazo (de 1 a 29 dias) que visam atender as necessidades imediatas de caixa de empresas e têm como referencial uma taxa de referência como o CDI ou a Euribor, acrescida de um spread.